# Ресторан "La Tour d'Argent"
La Tour d'Argent (Сребрна кула) је историјски ресторан у Паризу, Француска. Налази се на адреси Кеј Турнел бр. 15. Има једну звездицу у Мишелин водичу.

## Историја
Тврди се да је ресторан основан 1582. године и да га је посећивао Анри IV, али нема документације која би поткрепила ове или друге тврдње о његовој историји. Кеј Турнел, где се налази ресторан, није поплочан све до 1650. године, а пре тога је био „падина, често поплављена и скоро увек недоступна због блата“. Први модерни ресторан који носи име La Tour d'Argent отворен је на Кеју Турнел око 1780. године. Девет година касније, 14. јула 1789. године, спалили су га револуционари који су управо запалили Бастиљу на другој страни Сене. За време Француске Треће републике (1870 – 1940) ресторан је обновљен. Његов нови власник Фредерик Делер и његов кувар направили су сложено јело од патке, које је пресовано новом сребрном машином посебно дизајнираном да изврши задатак. Промоција је била толико успешна да је послуживање патке постало саставни део легендарног статуса ресторана и траје и данас, након што је 2003. прешао бројку од 1.000.000.
Ресторан се не појављује на листи из 1824. „Главни ресторани, који се одликују елеганцијом декорације својих салона и бројем и бригом о посуђу које се тамо налази..." Године 1852. трговац металима заузимао је број 15 у овој улици, а фризерски салон и трговац дрветом број 17.
Бедекеров водич за Париз из 1860. описује тренутну локацију установе као „сметнуту од пута“, док помиње ресторан повезан са јефтиним „Хотелом Тур д’Аргент“: „Између Нотр Дама и Баште биљака, на кеју Турнел, насупрот моста овог имена, налази се мали хотел и ресторан Hôtel de la Tour d'argent, мало подаље, истина, али добро одржаван и јефтин (соба, 2 франка, бифтек, 1 франак). Насупрот школе пливања, која има предност што још није оптерећена и загађена свом прљавштином Париза.“
Ресторан је 1890-их и 1900-их био у власништву Фредерика Делера, који је започео традицију представљања нумерисаног сертификата свакој особи која је јела препознатљиво јело ресторана, пресовану патку. 1912. године, породица Терел купила је ресторан. Њиме је прво управљао Андре Терел, затим његов син Клод, који је умро 2006. у 88. години, а потом и Клодов син Андре. Шест деценија Клод Терел је обилазио ресторан тачно у 21:15 сваке вечери.
Први власник Андре Терел сакупио је више од 100.000 боца најчувенијег вина произведеног у Француској, сместивши их у подрум испод зграде ресторана, који је такође био хотел у коме су он и његова породица живели. У мају 1940. Андреов наследник Клод добио је шесточасовну пропусницу из своје јединице ваздухопловства да одлети у Париз и заврши своју виталну мисију, да спасе најдрагоценија од свих француских вина. Уз помоћ особља и породице саградио је лажни зид иза кога је сакрио вина. Месец дана касније Немци су умарширали у Париз. Специјални изасланик фелдмаршала Хермана Геринга је одмах послат у ресторан да заплени најпознатија вина, укључујући и легендарне боце из бербе 1867, што је наравно, било онемогућено.
1984. године отворена је филијала у Токију, у хотелу New Otani.
Од 1986. године La Tour d'Argent је добитник Велике награде Wine Spectator.
До 1996. Мишелин водич је ресторану додељивао три звездице. Оцена је смањена на две звездице 1996. године, а на једну звездицу 2006.

## Специјалитети
Патка, посебно пресована патка, је специјалитет (Canard à la presse, Caneton à la presse, Caneton Tour d'Argent, а недавно преименована у „Caneton de Frédéric Delair”). Ресторан узгаја патке на сопственој фарми. Гости који наруче патку добијају разгледницу са серијским бројем птице, сада већ преко милион. (Серијски број #112,151 припао је америчком председнику Френклину Делано Рузвелту, #203,728 је припао Марлен Дитрих, #253,652 је припао Чарлију Чаплину, а недавно је Бил Гејтс добио број #1079006).
Вински подрум ресторана, чуван даноноћно, садржи више од 450.000 боца чија је вредност 2009. године процењена на 25 милиона евра (22,5 милиона фунти). Неких 15.000 вина нуди се посетиоцима на листи од 400 страница. Трпезарија има одличан поглед на реку Сену и Нотр Дам.

## Културне референце
У Покретној гозби, Ернест Хемингвеј каже да је Tour d'Argent изнајмљивао неке собе и давао својим станарима попусте на оброке; такође да је тамошњи собар продавао енглеске књиге које су закупци оставили.
Марсел Пруст помиње ресторан три пута у свом роману У потрази за изгубљеним временом. На пример, охола госпођа Вердурин: „Tour d'Argent није ни приближно тако добар као што они мисле“.
Ресторан је инспирисао сцене у Пиксаровом филму Мућкалица из 2007.
Ресторан се помиње у књизи Браћа Рајт Дејвида Мекалоа, страница 148, као место где је одржана вечера за Орвила и Вилбура Рајта у јулу 1906. године.
Једна епизода Root into Europe (британска комедија са Џорџом Колом у главној улози) снимљена је у хотелу, а пресована патка је приказана и сервирана глумцима. Власник Клод Терел се појавио као он сам.